# Felipe II de Nevers

Territorios de la casa de Borgoña a principios del siglo.

Escudo de armas del Condado de Nevers.

Felipe de Borgoña (Villaines-en-Duesmois, Francia, diciembre de 1389-Batalla de Azincourt, 25 de octubre de 1415), conde de Nevers y de Rethel, noble y militar francés que combatió en la guerra de los Cien Años y murió en la batalla de Agincourt.

## Antecedentes familiares
Felipe nació en Villaines-en-Duesmois en 1389, como hijo de Felipe II el Audaz, duque de Borgoña y de Margarita de Dampierre, condesa de Flandes, de Borgoña, de Nevers y de Rethel. Era, por lo tanto, el hermano menor de Juan, duque de Borgoña (llamado "Juan sin Miedo") y de Antonio, duque de Brabante. Los tres lucharon en Agincourt.
Su hermano Juan sin Miedo heredó el ducado de Borgoña en 1404, y de inmediato dio a Felipe en patrimonio el condado de Nevers. El hermano menor, Antonio, le cedió el condado de Rethel que había heredado de su abuela en 1406.

## Carrera militar
Atrapado, como sus hermanos, en medio de la lucha entre los de Orleans-Armañac por una parte y los borgoñones por la otra, apoyó primero a su hermano Juan sin Miedo, aliado de los ingleses. Cuando Juan cambió de bando (tras la invasión de Enrique V de Inglaterra a Francia, 1415), Felipe se negó a seguirle porque había desarrollado cierta lealtad al jefe de ese poderoso ejército extranjero que los apoyara en su lucha.

## Agincourt
Mas cuando se hizo evidente que la intención de Enrique era apropiarse de toda Francia por la fuerza de las armas, Felipe de Nevers reconsideró su decisión y se acercó al rey Carlos VI de Francia y a sus hermanos para tomar parte en la lucha que se avecinaba.
Así llegó el 25 de octubre de 1415 con la batalla de Agincourt, que lo encontró formando con sus tropas en el centro francés, entre la vanguardia y la retaguardia. Junto a él se hallaban las tropas de los duques Eduardo III de Bar y Juan I de Valois y los condes de Salines, Blaumont, Roussy, Grand-pré y Vaudemont.
Cuando la vanguardia fue masacrada por los arqueros ingleses, Felipe avanzó con la segunda oleada para caer en la misma trampa y trabarse, bajo el fuego graneado de flechas y venablos, en una furiosa melée de infantería. Los franceses, más pesados ya que, a diferencia del enemigo, llevaban armaduras, cayeron derrotados a golpes de hacha y mandoble. Felipe de Nevers murió en esas circunstancias.

### Matrimonios e hijos
Felipe se casó en Soissons con Isabel de Coucy en 1409. Ella era condesa de Soissons e hija de Enguerrando VII, conde de Coucy y de Soissons, de su matrimonio con Isabel de Lorena. Felipe e Isabel tuvieron dos hijos: 
- Felipe, nacido en 1410 y muerto en la primera infancia (entre 1411 y 1415).
- Margarita, que nació en 1411 y también murió muy niña, en ese mismo año o el siguiente.

La esposa de Felipe murió en 1411, y él se volvió a casar dos años más tarde con Bona de Artois (nacida en 1396). Tuvo de este matrimonio otros dos hijos:
- Carlos (1414-1464) o Charles de Bourgogne, que heredó los condados de Nevers y Rethel a la muerte de su progenitor.
- Juan (1415-1491) o Jean de Bourgogne, conde de Étampes. Juan heredó de su hermano Carlos los condados de Nevers y Rethel y de Carlos de Artois el condado de Eu.

La segunda esposa de Felipe falleció en 1425.

## Sus armas
Felipe de Nevers murió en la batalla de Agincourt sosteniendo las armas de su casa: Francia moderna (campo de azur con tres lises en oro) con bordura dividida en gules y plata.